# The Forbidden Kingdom
The Forbidden Kingdom er en amerikansk kampsports- og eventyrfilm fra 2008, instrueret af Rob Minkoff. I hovedrollerne er Jackie Chan og Jet Li, der første gang medvirker i samme film. Filmens historie er løst baseret på historien om abekongen i den klassiske kinesiske roman Rejsen mod Vest.